# To Hamogelo tou Paidiou
To Hamogelo tou Paidiou (griechisch Το Χαμόγελο του Παιδιού, deutsch Das Lächeln des Kindes, englisch The Smile of the Child) ist eine griechische Nichtregierungsorganisation zum Kinderschutz. Sie setzt sich für die Rechte von Kindern ein und kümmert sich gegebenenfalls um deren Fürsorge. Zu ihren Aktivitäten gehören unter anderem die telefonische Unterstützung von Kindern in Not, die Unterbringung gefährdeter Kinder in sicheren Einrichtungen, die Unterstützung von Familien in Not, die medizinische Ersthilfe von Kindern sowie das Ausrichten von Informationskampagnen.

## Geschichte
Die gemeinnützige Organisation wurde aufgrund eines Tagebucheintrags des zehnjährigen Andreas Giannopoulos (1985–1995) gegründet. Andreas wünschte sich in seinem kurzen Leben, dass alle Kinder lächeln sollten sowie von ihrer Familie geliebt und unterstützt werden, unabhängig von ihrer Herkunft und ihrem Aussehen. Diesen Wunsch setzte sein Vater Kostas Giannopoulos nach Andreas’ Tod durch einen Gehirntumor um.
To Hamogelo tou Paidiou finanziert sich durch Spenden von Privatpersonen und Unternehmen. Sie verfügt über ungefähr 230 Immobilien, die der Organisation teilweise vererbt wurden, zur Unterbringung von Betroffenen. Ein Teil der Arbeit wird durch Freiwillige übernommen. 2019 engagierten sich für die Hilfsorganisation ungefähr 3.700 Freiwillige und ungefähr 500 festangestellte Personen, von denen 10 % in der Verwaltung tätig waren und die übrigen als Fachleute in den Bereichen Sozialarbeit und psychologische und medizinische Unterstützung.
2019 gab Kostas Giannopoulos in einem Interview an, dass in den 23 Jahren ihres Bestehens die Organisation auf 1,5 Millionen Anrufe reagiert habe und derzeit 100.000 Kinder auf unterschiedliche Art und Weise unterstütze, ohne finanzielle Mittel des Staates. Hilfe und Zusammenarbeit gebe es durch Programme der Europäischen Union.

## Aktivitäten
To Hamogelo tou Paidiou unterhält einen vierundzwanzigstündigen Notruf für Kinder und Jugendliche und ist Mitglied von Missing Children Europe mit der Telefonnummer 116 000. Im Jahr 2016 erklärte Missing Children Europe die griechische Partnerorganisation als voll funktionsfähig.
Durch das Programm Amber Alert Ellas nimmt To Hamogelo tou Paidiou aktiv an der Suche von entführten oder verschwundenen Kindern im Land teil. Ferner verfügt die Hilfsorganisation über mobile medizinische Einheiten zur besseren Versorgung von Kindern und Jugendlichen in der Provinz und über ein Programm zur Beschäftigung junger Patienten während ihres Krankenhausaufenthalts. Auch zur Vorbeugung gegen Gewalt schult To Hamogelo tou Paidiou Lehrkräfte, Psychologen und Schulklassen.
In Griechenland werden auch kulturelle Veranstaltungen organisiert und Konzerte gegeben, deren Einnahmen der Organisation zugutekommen.